# 王遵
王 遵（おう じゅん）は、中国の人物。
- 琅邪王氏の王遵（中国語版）。字は伯業。王崇の子で、王音（『新唐書』唐宰相世系表十二中では、その子の王仁と同人物とする）の父。後漢の光武帝に仕えて、中大夫となり、義郷侯に封じられた。
- 明の進士の王遵（中国語版）。字は子法。順慶府南充県（現在の四川省南充市高坪区）の人。
- 王遵 (楽浪太守)（おう じゅん、生没年不詳）は、新代から後漢時代にかけての武将。楽浪郡の「楽浪太守」。
- 王遵 (前燕)（おう じゅん、生没年不詳）は、楽浪郡出身の五胡十六国時代の前燕の人物。

王 遵（おう じゅん、生没年不詳）は、新代から後漢初期にかけての武将・政治家。字は子春。司隷京兆尹覇陵県の人。父は上郡太守で、諱は不明。

## 事跡

### 隗囂の腹心
| 姓名           | 王遵                                               |
| 時代           | 新 - 後漢                                          |
| 生没年         | 〔不詳〕                                           |
| 字・別号       | 子春（字）                                         |
| 本貫・出身地等 | 司隷京兆尹覇陵県                                   |
| 職官           | 明威将軍〔隗囂〕 →太中大夫（一説に河南尹）〔後漢〕 |
| 爵位・号等     | 向義侯（一説に上雒侯）〔後漢〕                     |
| 陣営・所属等   | 隗囂→更始帝→隗囂→公孫述 →光武帝                    |
| 家族・一族     | 〔不詳〕                                           |

新末後漢初の群雄の一人で隴右に勢力を張った隗囂の陣営に属し、地皇4年（23年）における挙兵当時からの配下である。王遵は若い頃から侠気と弁才で知られた。また、隗囂陣営に属しながらも、漢朝の復興とそれへの帰属を本心としていた。漢復元年（23年）7月に隗囂が郡国に発した漢朝復興の檄においても、王遵は明威将軍として名を列ねている。
漢復2年（24年）、隗囂が更始帝の招請に応じて長安入りすると、王遵も同僚の周宗とともにこれに随従している。更始3年（25年）夏、淮陽王張卬らによる更始帝への兵変に隗囂も参与した。しかし事は露見し、隗囂は更始帝からの召喚を拒否して自邸に立て籠もった。この時、王遵・周宗も折を見て隗囂との協議を重ね、遂に隗囂らは包囲を突破して隴右へ帰還した。
その後、隗囂は光武帝陣営に加わった。また、隗囂の下へ度々使者として派遣されてきた光武帝配下の来歙は王遵と交友し、王遵も来歙に多大な敬意を払っている。建武6年（30年）、符節を持って来歙が隗囂を訪問し、蜀の公孫述討伐への従軍を迫った。しかし、すでに公孫述への傾斜を強めていた隗囂はこれに応じない。遂に憤った来歙は隗囂を問い詰め、前に出て刺そうとする。隗囂が兵を呼び集めたところ、来歙は節杖を地に突いて退出した。
怒った隗囂は来歙を殺害するよう部下に命じた。しかし王遵は、「来歙は光武帝の親族であり、使者を斬ってはいけません。人質もあります」と懸命に諌めた。結局来歙は、無事光武帝の下へ帰還している。そして矛を交えた故をもって隗囂は光武帝と決裂し、公孫述側につく。

### 漢への降伏と厚遇
建武7年（31年）、光武帝の命を受けた来歙が、王遵に書面を送ってこれを招聘する。王遵も、隗囂が再三の諫言を採用しないことに失望していた。こうして王遵は招聘に応じ、家族とともに洛陽を訪れる。王遵は太中太夫に任命され、向義侯に封じられた。
建武8年（32年）春、光武帝は隗囂征伐に向かった。このとき光武帝は、王遵に符節を持たせ、長安の留守をつとめる大司馬呉漢を監督させるという破格の待遇を与えている。同年、王遵が隗囂配下で旧友の牛邯に投降を促す書面を送った。牛邯もこれに応じて洛陽を訪れ、漢に降伏している。これをきっかけにして、隗囂に所属していた13人の大将・16県・10数万の兵士が続々と漢に降った。
これ以降、王遵の名は史書に見えない。

## 関連記事
- 新末後漢初